# Lathone Collie-Minns
Lathone Collie-Minns (* 10. März 1994 in Nassau) ist ein bahamaischer Leichtathlet, der sich auf den Dreisprung spezialisiert hat.

## Sportliche Laufbahn
Lathone Collie-Minns tritt seit 2010 in Wettkämpfen im Dreisprung an. Sein Zwillingsbruder Latario Collie-Minns ist ebenfalls als Dreispringer aktiv. Sie sind Großneffen von George Collie, der an den Olympischen Sommerspielen 1964 in Tokio teilnahm. Collie-Minns siegte 2010 bei den U20-Meisterschaften seines Heimatlandes und belegte den fünften Platz im Finale bei den nationalen Meisterschaften der Erwachsenen. Anfang Juli gewann er die Goldmedaille bei den U20-Meisterschaften Zentralamerikas. Einen Monat später nahm er in Singapur an den erstmals ausgetragenen Olympischen Jugendspielen teil, verpasste dabei den Einzug in das A-Finale. Das B-Finale beendete er schließlich auf dem ersten Platz. 2011 trat er bei den U18-Weltmeisterschaften in Lille an und konnte in das Finale einziehen, in dem er mit einer Weite von 15,51 m die Bronzemedaille gewinnen konnte, während sein Zwillingsbruder den Titel errang. Ende Juli nahm er in Florida auch an den U20-Panamaerikameisterschaften teil und belegte dabei den sechsten Platz. 2012 steigerte sich Collie-Minns auf eine Bestweite von 16,06 m. Im Juli nahm er in Barcelona an den U20-Weltmeisterschaften teil. Dort blieb er in der Qualifikation allerdings fast drei Meter hinter seiner zuvor aufgestellten Bestleistung zurück und schied weit abgeschlagen aus.
2014 gewann Collie-Minns die Bronzemedaille bei den U23-Meisterschaften Nord- und Zentralamerikas. Ende November trat er in Mexiko bei den Zentralamerika- und Karibikspielen an und belegte im Finale den neunten Platz. 2016 und 2019 gewann Collie-Minns jeweils Silber bei den Bahamaischen Meisterschaften. Im Februar 2019 stellte er mit 16,99 m seine persönliche Bestleistung auf und qualifizierte sich damit auch für die Weltmeisterschaften in Doha. Bevor er Ende September in Katar an den Start ging, trat er im August in Lima bei den Panamerikanischen Spielen an. Dabei belegte er im Finale den elften Platz. Später schied er bei seinem WM-Debüt vorzeitig in der Qualifikation aus.

## Wichtige Wettbewerbe
| Jahr                | Veranstaltung                     | Ort                 | Platz               | Disziplin           | Weite               |
| Startet für Bahamas | Startet für Bahamas               | Startet für Bahamas | Startet für Bahamas | Startet für Bahamas | Startet für Bahamas |
| ------------------- | --------------------------------- | ------------------- | ------------------- | ------------------- | ------------------- |
| 2010                | Olympische Jugendspiele           | Singapur            | 9.                  | Dreisprung          | 14,86 m             |
| 2011                | U18-Weltmeisterschaften           | Lille               | 3.                  | Dreisprung          | 15,51 m             |
| 2011                | U20-Panamerikameisterschaften     | Miramar             | 6.                  | Dreisprung          | 15,93 m             |
| 2012                | U20-Weltmeisterschaften           | Barcelona           | 28.                 | Dreisprung          | 13,80 m             |
| 2014                | Zentralamerika- und Karibikspiele | Veracruz            | 9.                  | Dreisprung          | 15,18 m             |
| 2019                | Panamerikanische Spiele           | Lima                | 11.                 | Dreisprung          | 15,78 m             |
| 2019                | Weltmeisterschaften               | Doha                | 30.                 | Dreisprung          | 15,89 m             |

## Persönliche Bestleistungen
Freiluft
- Dreisprung: 16,99 m, 16. Februar 2019, Nassau

Halle
- Dreisprung: 15,95 m, 27. Februar 2016, Fayetteville